# Robert Jollivet
Pour les articles homonymes, voir Jollivet et Jolivet.
 (septembre 2022).

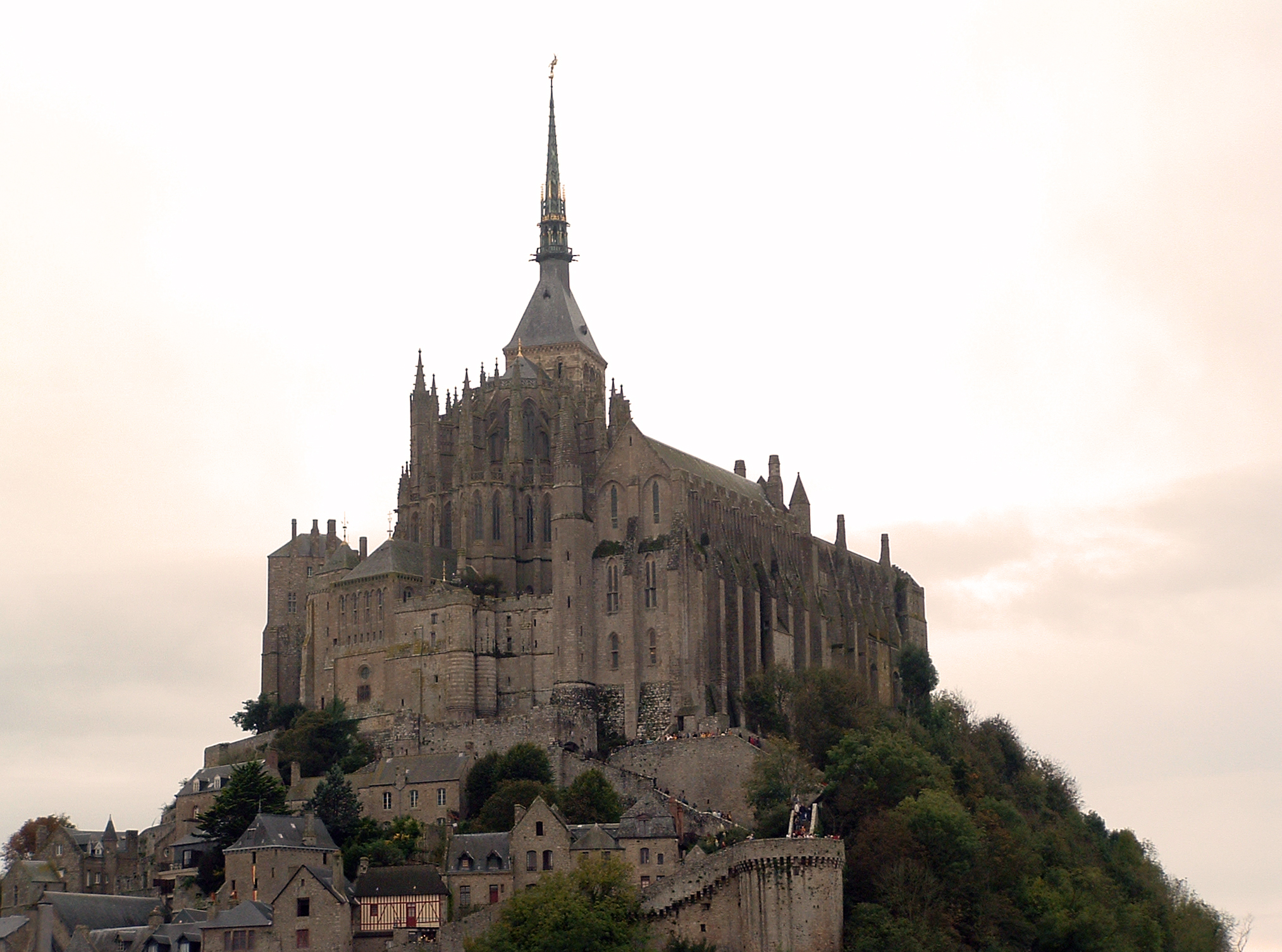
Le mont Saint-Michel.

Robert Jollivet ou Jolivet, né à la fin du XIVe siècle à Montpinchon et mort le 17 juillet 1444 à Rouen, est un bénédictin Normand, trente-et-unième abbé du Mont Saint-Michel, de 1410 à 1444.

## Biographie
Réunissant au titre de maître ès-arts celui de prieur de Saint-Broladre, du diocèse de Dol, Robert Jollivet avait pris, en 1401, l’habit dans le cloître où plus tard il devait porter la crosse. Il avait suivi, en qualité de chapelain, son prédécesseur Pierre Le Roy au concile de Pise, où ce dernier, se sentant sous le coup d’une fin prochaine, lui confia plusieurs joyaux et une somme de 4 000 écus d’or, pour les remettre à ses frères.
Après avoir fait rendre à son illustre abbé des honneurs funèbres dignes de sa mémoire, Robert Jollivet s’empressa d’obtenir du pape Jean XXIII le bâton pastoral du Mont Saint-Michel. Le chef de l’église, joignant à cette concession une faveur nouvelle, octroya, par la bulle d’investiture, quarante jours d’indulgences à tous ceux qui assisteraient à la messe pontificale de cet abbé.
Robert Jollivet se rendit en diligence à son monastère : après avoir sondé les dispositions de ses frères, il les engagea vivement à se réunir en chapitre pour procéder au choix d’un nouveau pasteur. Ce ne fut qu’après avoir été désigné par l’unanimité des suffrages pour l’exercice de cette prélature, qu’il donna connaissance aux religieux de sa bulle d’investiture, et du legs dont il était dépositaire. Dans la joie de cette élection, il promit à ses moines de résister à l’attrait des splendeurs mondaines, pour se consacrer complètement au calme de la vie cénobitique.
Les premiers temps de son administration réalisèrent ces assurances. Les richesses de Pierre Le Roy, et les revenus du monastère, furent alors particulièrement employés à décorer l’église abbatiale des plus précieux ornements. Une chapelle de velours violet, dont le tissu magnifique était semé d’étoiles d’or portant un R, initiale du nom de l’abbé ; une autre en velours rouge, où se détachaient des fleurons également brochés en or ; et une troisième, où une aiguille industrieuse avait enlacé et nuancé des guirlandes de verdure avec un art infini, permirent de donner un éclat inaccoutumé aux cérémonies du culte.
La crosse abbatiale n’étant pas en rapport avec la magnificence de Robert Jollivet, il la vendit pour la remplacer par un bâton pastoral en or, du poids de 25 marcs, et dont les pierreries, les ornements entaillés et les figurines en orfèvrerie exagéraient encore la valeur. Il substitua à la mitre ancienne une nouvelle mitre, où de riches pierreries éclataient sur un fonds de perles. La trésorerie du monastère s’enrichit également alors de deux croix, dont la plus grande, en vermeil, était du poids de 26 marcs ; de deux encensoirs de même matière, qui en pesaient 38 ; enfin de deux calices, l’un en or, et l’autre en argent doré.
Ces somptuosités, auxquelles les moines avaient d’abord applaudi, émanaient de tendances qui se révélèrent bientôt, à leurs profonds regrets, par les séjours prolongés de leur abbé dans la capitale. Les plaintes que souleva dans sa communauté cette violation de ses promesses furent si vives, que Robert Jollivet, pour placer sa présence à Paris sous la protection des privilèges de l’université, se fit inscrire à la faculté des décrets, et en obtint, en 1411, une attestation du recteur. Ce fut en cette même année, où il fut investi par le roi de la capitainerie du Mont, qu’il obtint encore du monarque des lettres, en date du 13 octobre 1411, par lesquelles ce prince défendait d’apporter obstacle à ses études, et de le citer devant aucun autre tribunal que le Châtelet de Paris.
Tranquille sur l’inefficacité de ces plaintes, il acquit alors, rue Saint-Étienne-des-Grez, un manoir, auquel il ajouta peu après une cour et un jardin, dont la cession lui fut consentie par les religieux de Sainte-Geneviève. Ses séjours à Paris ne furent pas cependant sans avantage pour sa communauté. Ayant acheté, en 1412, les fiefs de Donville, auxquels l’abbesse des Dames-Blanches, près Mortain, soutint avoir des droits, les protections qu’il avait à la cour exercèrent une puissante influence sur la solution de cette contestation judiciaire ; ce fut également par le crédit de ses protecteurs qu’il contraignit, vers la même époque, l’abbé et les religieux de l’abbaye de la Luzerne à venir, en son monastère, lui faire amende honorable pour avoir maltraité quelques serviteurs de sa communauté.
Deux bulles, qu’il obtint du Saint-Siège en 1414, lui permirent, à lui et à ses successeurs, la première, de faire prendre les ordres de prêtrise aux religieux du Mont Saint-Michel âgés de vingt-deux ans, sans la permission de l’Ordinaire ; l’autre, d’user de tous les privilèges pontificaux dont avaient tour à tour été investis et dépouillés ses prédécesseurs. Robert Jollivet, partageait ainsi son temps et ses sollicitudes entre les intérêts de son monastère, l’étude et les plaisirs, lorsque la guerre de Cent Ans vint l’arracher aux loisirs de cette vie paisible.
Une flotte anglaise déposa 6 000 hommes d’armes et 2 000 archers sur la plage de Touques, tandis que le duc de Bourgogne menaçait Paris à la tête de 60 000 combattants. Cette armée s’avança dans la Basse-Normandie dont les villes lui ouvrirent successivement leurs portes. Appréciant l’importance militaire du Mont Saint-Michel, et résolu à défendre ce point dont il était à la fois le capitaine et l’abbé, Robert Jollivet se rendit en toute hâte à ce poste ; son premier soin fut d’y réunir des provisions de bouche et de guerre qui lui permissent d’essuyer les longueurs d’un siège. Il songea ensuite à le couvrir d’une nouvelle ligne de fortifications. La palissade en bois dressée au pied du rocher lui ayant paru un obstacle sans puissance contre les forces régulières qui la menaçaient, il résolut d’y substituer une ceinture de remparts. Cependant les dépenses considérables qu’imposait au monastère l’entretien de la garnison, grossie chaque jour par l’arrivée de quelque chevalier du pays, rendirent insuffisantes les ressources de l’abbaye pour l’exécution de ces travaux.
Robert Jollivet adressa à Charles VI une requête, qu’il fit appuyer par ses amis. Il reçut d’abord ordre de prélever 1 500 livres sur le revenu des aides de la vicomté d’Avranches, et, quelque temps après, l’autorisation de prendre un autre subside sur le maître de la monnaie de Saint-Lô. Cette dernière obligation tomba sans force devant la rapidité avec laquelle les troupes anglaises étendirent leurs conquêtes : comme tant d’autres places, cette dernière ville était tombée sous leurs armes ; déjà, en effet, la bannière française ne flottait plus sur cette contrée que du haut des tours du Mont Saint-Michel, où elle devait trouver asile. Le seul secours que le monarque put accorder aux religieux fut le droit d’asseoir une taxe légère sur le cidre et le vin qui se vendaient dans leur ville et dans la contrée voisine.
Quelle que fût la faiblesse des moyens que Robert put opposer à l’exigence des circonstances, il parvint à y suppléer par son désintéressement et par le patriotisme des religieux et des guerriers qui secondaient ses efforts. Les fortifications s’élevèrent avec rapidité, et cette montagne put bientôt présenter à l’envahisseur cette audacieuse et puissante enceinte de remparts dont les hautes murailles, flanquées de tours et couronnées d’une frise de mâchicoulis dans toute leur longueur, continuent d’offrir un modèle de l’architecture militaire de cette époque, quoique ces fortifications, qui s’élèvent vigoureusement par un jet vertical d’une embase oblique, aujourd’hui presque ensablée sous les alluvions, n’offraient pas cependant encore toutes les tours dont l’adjonction a complété plus tard leur système de défense.
Ces importantes constructions n’étaient pas encore achevées que les Anglais, maîtres d’Avranches, songeaient à les occuper. Un nombreux corps d’Anglais avait, dès la fin de 1417, été porté sur le Mont Tombelaine, où, sous la protection de ses armes, s’éleva, dès l’année suivante, une forteresse rivale. La garnison du Mont Saint-Michel ne put entreprendre de renverser ou d’arrêter ces travaux, le Couesnon, par une déviation assez fréquente dans les fortes marées sur cette grève mobile, avait porté son cours dans le canal de la Sélune, et forma durant plusieurs mois, entre les deux rochers, un obstacle infranchissable. Les Anglais en profitèrent pour pousser cette construction avec vigueur : Tombelaine, couronné d’une forteresse aux murailles et aux tours élevées, tint bientôt en échec le Mont Saint-Michel, dont il menaça les communications et couvrit le port de Genêts, où les bâtiments anglais purent dès lors aborder avec moins de danger.
Habitué au luxe des palais et au calme de l’étude, Robert Jollivet ne tarda pas à sentir son courage fléchir sous les anxiétés et les privations du siège d’une citadelle énergiquement défendue contre les Anglais par une troupe de nobles normands. Ses souvenirs se reportèrent avec envie sur ses loisirs dorés, dont l’âpreté de sa vie actuelle lui fit regretter plus vivement les douceurs. Après avoir flotté quelque temps entre l’austérité du devoir et les séductions d’une lâcheté que réprouvait sa conscience, il se détermina, le 21 mai 1420, à abandonner son monastère après l’avoir abondamment pourvu de subsistances et de munitions.
L’un des plus beaux manoirs de son domaine abbatial, le château de l’Oiselière, en Cotentin, fut l’asile où Robert Jollivet se retira, et d’où il fit sa soumission à Henri V, roi d’Angleterre, devenu régent de France en vertu du traité de Troyes. L’abbé renégat ne tarda pas à recevoir le prix de sa défection : par acte daté du siège devant Melun le 29 octobre 1421, Henri V donna l’ordre de mettre entre les mains de Robert la jouissance de tous les biens et revenus que le monastère du Mont-Saint-Michel possédait en Normandie. Ce prince l’ayant ensuite admis dans sa faveur et élevé aux plus hauts emplois, Robert Jollivet se retira à Rouen où l’appelaient son caractère et le faste de ses goûts. Laissant ses moines jeûner dans l’abbaye assiégée, le bon apôtre se mettait en règle avec sa conscience en déclarant que, s’il occupait tous les biens du couvent, c’était pour les lui conserver dans leur intégrité. Les Anglais étaient si sûrs de lui qu’en 1424, ils le chargèrent de diriger le siège du Mont-Saint-Michel.
Privés, par cette désertion, à la fois de leur capitaine et de leur pasteur, les religieux s’adressèrent à la fois au souverain pontife et à Charles VII, alors Dauphin. La cour de Rome confirma la désignation que les religieux lui avaient faite de l’un d’entre eux, en la personne de Jean Gonnault, pour vicaire-général de leur abbaye tandis que le roi, prenant en considération la gravité des circonstances, nommait, du plein gré de ce couvent et sur les réserves les plus formelles de ses droits, Jean d’Harcourt, comte d’Aumale, capitaine de la place du Mont Saint-Michel. Jean d’Harcourt, qui, après avoir été nommé « lieutenant du roi et du régent, ayant la garde des abbaye, forteresse et ville du Mont-Saint-Michel », s’était rendu en diligence à son poste, y fut accueilli par les moines avec d’autant plus de joie, qu’il ne prit possession de la capitainerie qu’en renouvelant les protestations faites par le régent en faveur du droit abbatial sur cette charge. À sa mort, le 17 août 1424, Jean de Dunois, comte de Mortain lui succéda, avant d’être lui-même remplacé par Louis d'Estouteville, sieur d’Ausebecq, le 2 septembre 1424.
Jean Gonnault, vicaire-général, crut devoir appeler les censures du concile de Bâle, en 1436, sur la conduite de Robert Jollivet, qui, loin de ses religieux, consumait dans une vie fastueuse les richesses d’une abbaye qu’il laissait tomber en décadence ; mais la bulle qu’il en obtint resta sans effet, l’abbé ayant préféré encourir l’animosité de ses moines que de s’exposer, en les secourant, à la disgrâce du monarque dont il fut successivement le conseiller et le chancelier. Le monastère trouva plus de générosité dans quelques personnages au secours desquels il avait moins de droits. Catherine de Thieuville, veuve du chevalier Olivier de Magny, seigneur de Thorigny, lui transféra, en 1438, à charge de prières, un fief situé en Saint-Pierre-Langers, qu’elle échangea l’année suivante contre celui de Thieuville, en Saint-Aubin-des-Bois. Jean Gonnault, selon don Huynes, fit lui-même, avec les deniers du couvent, l’acquisition de plusieurs rentes, sans doute tirée dans la rançon des prisonniers. Tel était l’état de cette abbaye lorsque Robert Jollivet succomba dans la ville de Rouen : il reçut la sépulture dans l’église Saint-Michel-du-Vieux-Marché, paroisse dépendant de son monastère.